# Emma Chudinovskikh
Emma Chudinovskikh (Sverdlovski (Krasnodar),16 de mayo de 1936; Ivano-Frankivsk, 19 de abril de 1970) fue una historiadora soviética y medievalista. Principal especialista en la historia medieval de los Balcanes. En su obra fundamental sobre la historia de las ciudades de Dalmacia, reveló la influencia del comercio en la formación y desarrollo del urbanismo entre los eslavos del sur. Representante de la Escuela Uraliana de estudios bizantinos. Fue la primera en utilizar los portulanos griegos en el estudio de la historia de los eslavos del sur. 
Nació el 16 de mayo de 1936 en la ciudad de Sverdlovski. De 1953 a 1958 estudió en la Facultad de Historia de la Universidad de los Urales. De 1958 a 1960 trabajó como asistente en el departamento de historia universal de la misma universidad. De 1960 a 1963 estudió en el programa de postgrado del departamento de historia universal de la misma universidad
En 1967 defendió su tesis de candidatura sobre el tema "El comercio de las ciudades dálmatas con el Mediterráneo Central y Oriental a finales del siglo XIII y primera mitad del siglo XV. Basado en los materiales de Trogir, Dubrovnik y Kotor". Su supervisor científico fue Mijaíl Yakovlevich Syuzyumov Desde septiembre de 1965 trabajó en el Instituto Pedagógico de Stanislav. Falleció el 19 de abril de 1970 en Ivano-Frankivsk y fue enterrada en el cementerio urbano "Kyivsky" de la ciudad. Su tumba no se ha conservado.